# Liam Robbins
Liam Robbins (Davenport, 12 de julho de 1999) é um jogador norte-americano de basquete profissional que atualmente joga no Milwaukee Bucks da National Basketball Association (NBA) e no Wisconsin Herd da G-League.
Ele jogou basquete universitário pelo Drake University, Universidade de Minnesota e Universidade Vanderbilt.

## Carreira no ensino médio
Robbins jogou com moderação em seus três primeiros anos na Assumption High School em Davenport, Iowa. Ele entrou na escalação inicial como veterano e teve média de 9,2 pontos. Robbins não teve nenhuma oferta de bolsa de estudos da Divisão I da NCAA depois do ensino médio e foi reclassificado para frequentar a Sunrise Christian Academy em Bel Aire, Kansas. Ele pesava cerca de 140 kg quando chegou à Sunrise, mas atingiu um peso de 107 kg após quatro meses de jejum e exercícios. Em 17 de abril de 2018, ele se comprometeu a jogar basquete universitário pelo Drake University.

## Carreira universitária

### Drake

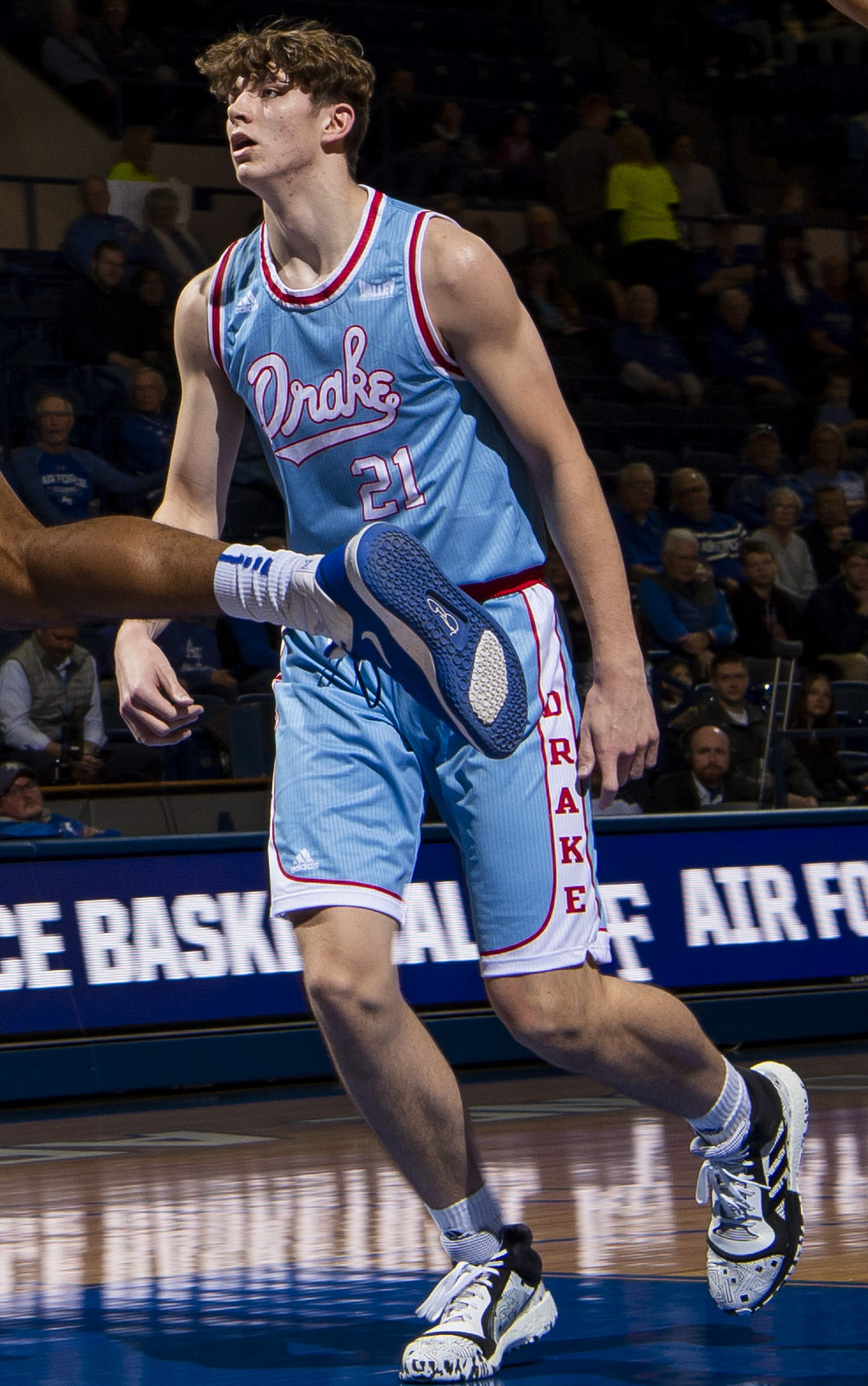
Robbins com Drake em 2019

Como calouro em Drake, Robbins serviu como reserva de Nick McGlynn, de quem ele recebeu conselhos. Ele teve médias de 4,1 pontos, 2,7 rebotes e 1,1 bloqueios. Em 7 de janeiro de 2020, Robbins registrou 20 pontos, nove rebotes e sete bloqueios, o recorde da carreira, em uma vitória de 65-62 sobre Loyola-Chicago, apesar de estar com uma virose estomacal. Ele empatou o recorde da universidade com mais bloqueio em um único jogo. Em 5 de fevereiro, Robbins registrou 29 pontos, sete rebotes e três bloqueios em uma vitória de 73-60 sobre Bradley.
Em seu segundo ano, ele teve médias de 14,1 pontos, 7,1 rebotes e 2,9 bloqueios, o que o classificou em quinto lugar no país, enquanto registrava um recorde da universidade de 99 bloqueios. Ele foi nomeado para a Segunda-Equipe e para a Equipe Defensiva da Missouri Valley Conference.

### Minnesota
Para sua terceira temporada, Robbins foi transferido para a Universidade de Minnesota, onde seu tio Ed Conroy era um treinador assistente. Ele recebeu elegibilidade imediata da NCAA. Robbins ajudou a substituir Daniel Oturu, que partiu para uma carreira profissional. Em 3 de janeiro de 2021, ele registrou 27 pontos, 14 rebotes e cinco bloqueios em uma vitória de 77-60 sobre Ohio State. Robbins foi posteriormente nomeado Jogador da Semana da Big Ten e Jogador Nacional da Semana. Ele perdeu os seis jogos finais da temporada com uma torção no tornozelo. Nessa temporada, ele teve médias de 11,7 pontos, 6,6 rebotes e 2,7 bloqueios, liderando a Big Ten.

### Vanderbilt
Robbins foi transferido para Universidade Vanderbilt para sua última temporada ao lado de seu tio Ed Conroy, que se tornou um treinador assistente da equipe. Ele perdeu os primeiros meses da temporada e teve médias de 6,8 pontos, 4,0 rebotes e 2,0 bloqueios. Ele voltou para sua quinta temporada de elegibilidade e teve médias de 15 pontos, 6,8 rebotes e 3,2 bloqueios. Em 2 de março de 2023, Robbins sofreu uma lesão na perna no início de um jogo contra Kentucky, forçando-o a perder o resto da temporada. Apesar dessa lesão, Robbins foi nomeado o Jogador Defensivo do Ano da SEC de 2022–23.

## Carreira profissional

### Milwaukee Bucks / Wisconsin Herd (2024–presente)
Depois de não ser selecionado no draft da NBA de 2023, Robbins assinou com o New Orleans Pelicans em 30 de setembro de 2023, mas foi dispensado em 12 de outubro. Em 29 de outubro, ele assinou com o Birmingham Squadron, mas antes de jogar por eles, sofreu uma lesão que encerrou sua temporada em 12 de janeiro de 2024.
Em 27 de agosto de 2024, Robbins assinou com o Milwaukee Bucks e em 21 de outubro, o Bucks converteu seu acordo em um contrato de duas vias.

## Estatísticas de carreira

### Universitário
| Ano      | Equipe     | PJ  | PT | MPJ  | AP   | 3P   | LL   | RT  | AS  | BR | TO  | PPJ  |
| -------- | ---------- | --- | -- | ---- | ---- | ---- | ---- | --- | --- | -- | --- | ---- |
| 2018–19  | Drake      | 31  | 2  | 11.3 | .442 | .231 | .595 | 2.7 | .5  | .3 | 1.1 | 4.1  |
| 2019–20  | Drake      | 34  | 34 | 27.1 | .499 | .244 | .694 | 7.1 | .8  | .6 | 2.9 | 14.1 |
| 2020–21  | Minnesota  | 23  | 22 | 24.7 | .441 | .327 | .694 | 6.6 | 1.1 | .7 | 2.7 | 11.7 |
| 2021–22  | Vanderbilt | 15  | 10 | 18.3 | .435 | .286 | .606 | 4.0 | .6  | .4 | 1.8 | 6.8  |
| 2022–23  | Vanderbilt | 26  | 15 | 22.9 | .504 | .365 | .731 | 6.8 | 1.0 | .3 | 3.1 | 15.0 |
| Carreira | Carreira   | 129 | 83 | 20.8 | .464 | .290 | .663 | 5.4 | .8  | .4 | 2.3 | 10.3 |

## Prêmios e homenagens
NBA
- Campeão da Copa da NBA: 2024

## Vida pessoal
O tio de Robbins, Ed Conroy, é o treinador principal de basquete de The Citadel na Carolina do Sul. Ele foi anteriormente um treinador assistente de basquete para Universidade Vanderbilt e um treinador assistente na Universidade de Minnesota quando recrutou Robbins para se transferir de Drake para Minnesota. Quando Conroy foi para Vanderbilt, Robbins seguiu seu tio até lá. Seu primo e filho de Conroy, Hunt, jogou basquete em Minnesota como armador.

## Links externos
- Biografia de Vanderbilt Commodores
- Biografia do Minnesota Golden Gophers
- Biografia de Drake Bulldogs